# Corkscrew
Corkscrew é o sexto álbum de estúdio da banda japonesa Kuroyume, lançado em  27 de maio de 1998 pela Toshiba EMI. Apresenta uma musicalidade punk rock.
Em 2010, o Abingdon Boys School fez um cover de "Shōnen" e o Plastic Tree fez um cover de "Maria" para o álbum de tributo ao Kuroyume Fuck the Border Line.

## Recepção
Alcançou a segunda posição nas paradas da Oricon Albums Chart, permanecendo na parada por dez semanas. Em junho de 1998, foi certificado disco de platina pela RIAJ por vender mais de 400.000 cópias. É o álbum de estúdio mais vendido do Kuroyume. Em geral, ele fica atrás apenas da compilação EMI 1994-1998 Best or Worst.

## Faixas
Todas as letras escritas por Kiyoharu. 
| N.º            | Título                                          | Música         | Duração |  |
| 1.             | "Masturbating Smile"                            | Kiyoharu       | 2:41    |  |
| 2.             | "Faster Beat"                                   | Kiyoharu       | 2:25    |  |
| 3.             | "Spoon & Caffeine"                              | Hitoki         | 2:28    |  |
| 4.             | "Kouishou -aftereffect-" (後遺症 -aftereffect-) | Kiyoharu       | 3:11    |  |
| 5.             | "Candy"                                         | Kiyoharu       | 2:52    |  |
| 6.             | "Shōnen" (少年)                                 | Kiyoharu       | 5:21    |  |
| 7.             | "Tell"                                          | Hitoki         | 3:48    |  |
| 8.             | "Rock 'n' Roll"                                 | Hitoki         | 3:21    |  |
| 9.             | "Hello, CP Isolation"                           | Kiyoharu       | 2:59    |  |
| 10.            | "YA-YA-YA!"                                     | Kiyoharu       | 2:27    |  |
| 11.            | "Cowboy"                                        | Hitoki         | 3:00    |  |
| 12.            | "Maria"                                         | Kiyoharu       | 4:35    |  |
| 13.            | "Knees to Break"                                | Hitoki         | 2:34    |  |
| 14.            | "Last Pleasure"                                 | Hitoki         | 2:46    |  |
| Duração total: | Duração total:                                  | Duração total: | 44:34   |  |

## Ficha técnica

### Kuroyume
- Kiyoharu (清春) - vocal
- Hitoki (人時) - baixo